# Tibetaanse plaid

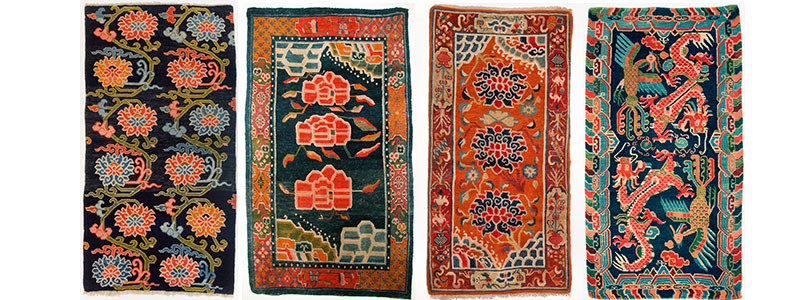
Voorbeelden van Tibetaanse plaids

De Tibetaanse plaid of reisdeken is een traditionele vorm van toegepaste kunst in Tibet. De plaid wordt gemaakt van zuiver scheerwol van schapen van het Tibetaans Hoogland. Tibetanen gebruiken de plaids voor zeer veel verschillende huiselijke toepassingen, van jassen, wand- en vloerbedekking tot zadels.
Het productieproces is vrijwel geheel handwerk, hoewel tegenwoordig enkele aspecten zijn overgenomen door machines. Met de Tibetaanse diaspora is kennis van de plaidvervaardiging door vluchtelingen meegenomen naar India en Nepal, waardoor de productie van Tibetaanse plaids tegenwoordig een grote industrie en exportproduct is geworden in bijvoorbeeld Nepal.